# Шеллак

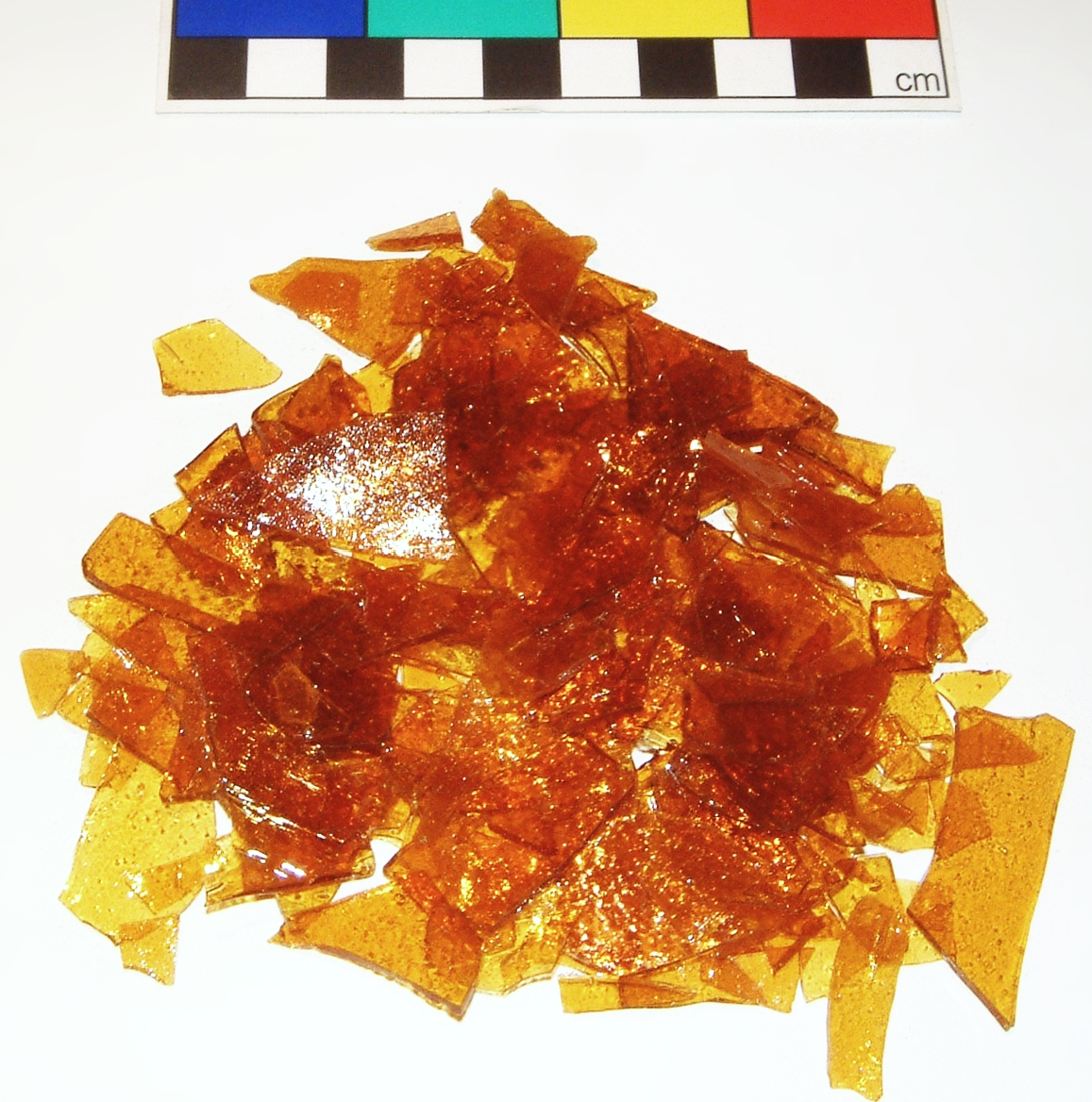
Шеллак

Шелла́к (от нидерл. schellak) — природная смола, экскретируемая самками ряда родов (Metatachardia, Kerria, Laccifer, Tachardiella, Austrotachardiella, Afrotachardina, Tachardina) насекомых-червецов семейства Kerriidae, паразитирующими на некоторых тропических и субтропических деревьях в Индии и странах Юго-Восточной Азии (Croton lechleri и других).

## Свойства
Шеллак содержит алеуретиновую кислоту, дигидрооксификоцеролловую кислоту, шеллоловую кислоту, шеллачный воск (до 5 %), воду, водорастворимый пигмент. Температура плавления — +80… +120 °C. Хорошо растворим в растворах щелочей и в низших алифатических спиртах, слабо — в бензоле и почти не растворим в бензине, жирах и маслах.

## Получение
В качестве производителя шеллака наиболее известен вид Kerria lacca, он же Laccifer lacca, культивируемый в некоторых тропических странах (включая не только Азию, но и Центральную Америку) намеренным подсаживанием на дикорастущие растения соответствующих видов.
В период роения червецы садятся на ветки деревьев и поглощают древесный сок, переваривают его и выделяют смолистое вещество. Сбор корки лака происходит в июне и ноябре. После его подвергают измельчению, промывке и сушке для получения сыпучей лаковой массы. Позже лак, помещённый в парусиновые мешки с добавкой 2—3 % сульфида мышьяка, расплавляют над огнём древесного угля. Расплавленный лак продавливают сквозь парусину, после чего ещё раз плавят, и отливают в прямоугольные формы. Путём вытяжки из прямоугольных брусков получают готовые пластины шеллака.

## Применение
Шеллак используется для изготовления лаков, изоляционных материалов и в фотографии.
До изобретения «винила» (сополимер хлорвинила и винилацетата) в 1948 году шеллак использовался для производства грампластинок.
Используется в пиротехнике как горючее вещество, например, для сигнальных огней (зелёный огонь: 85 % — хлорат бария, 15 % — шеллак), трассирующих боеприпасов (трассирующий состав: 55 % — нитрат бария, 35 % — магний, 10 % — шеллак).
Шеллак съедобен и используется в качестве глазури для покрытия таблеток, конфет и пр. (обозначаясь при этом в составе как пищевая добавка Е-904).
Лак на спиртовой основе из шеллака используется в мебельной промышленности, в обувной промышленности наряду с идитоловым лаком, как закрепитель для уреза кожаных подошв и каблуков, а также используется для финишного покрытия акустических музыкальных инструментов из дерева (скрипки, акустические гитары, пианино, рояли, флейты и другое).
Очищенный и обезвощенный лак на основе шеллака широко применим в сусальном золочении как защитное покрытие (например, для защиты золотой потали от окисления). Менее дорогой вид шеллачного лака, шеллак с добавкой воска, применяют для грунтования под сусальную позолоту.
Вопреки широко распространённому названию «шеллак» применительно к гель-лаковому покрытию для ногтей, в косметологии для покрытия ногтей настоящий шеллак в нынешнее время не используется.